# 詹保罗·梅尼凯利
詹保罗·梅尼凯利（義大利語：Giampaolo Menichelli，1938年6月29日—），意大利男子足球运动员，场上位置是前锋。他曾代表意大利国家队参加1962年国际足联世界杯，结果获得第九名。